# Tzipi Shavit

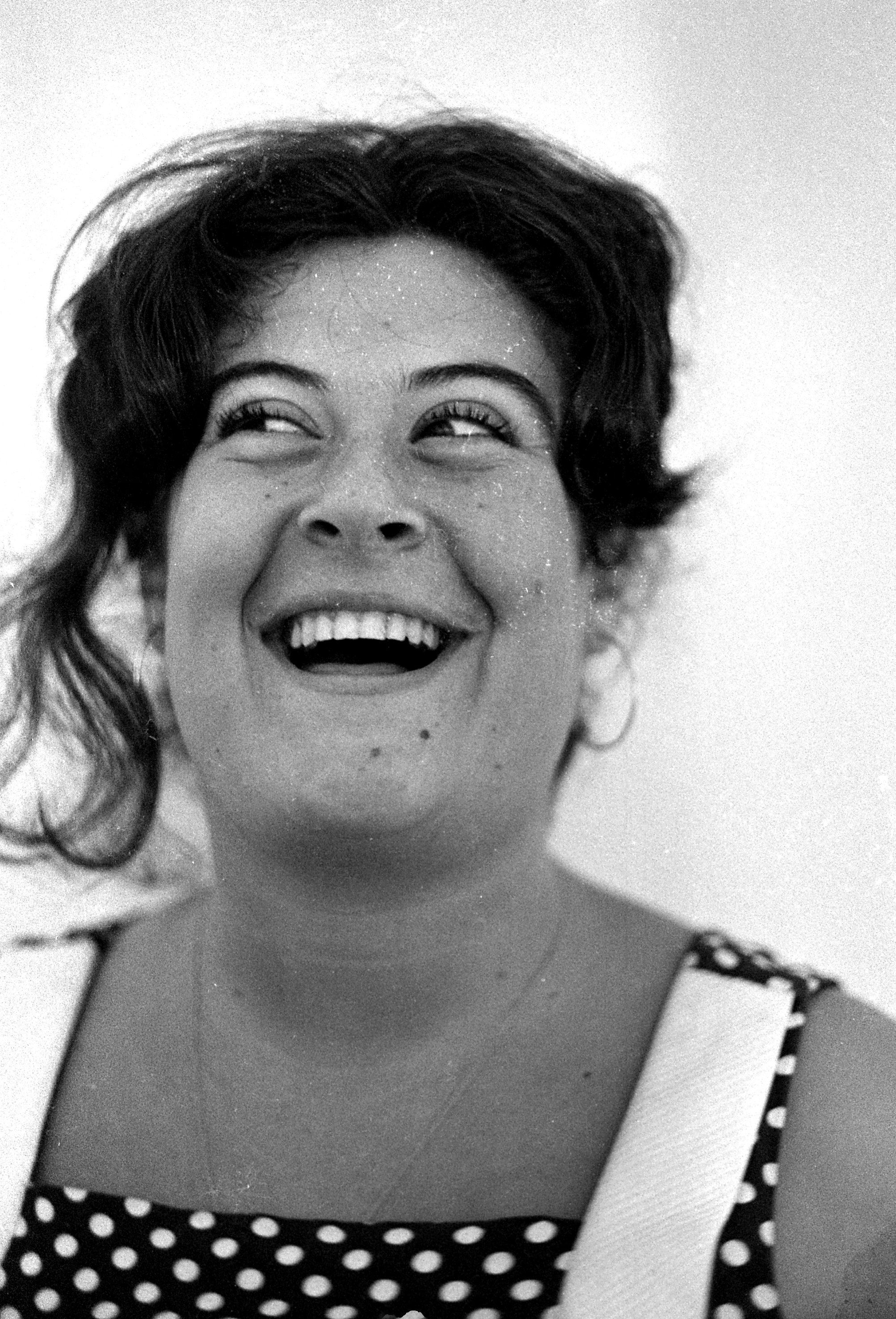
Tzipi Shavit (1969)

Tzipi Shavit (hebräisch ציפי שביט; * 1. April 1947 im Kibbuz Neve Yam) ist eine israelische Schauspielerin und Komikerin.

## Leben
Tzipi Shavit wurde 1947 im Kibbuz Neve Yam geboren.
Nach Ableistung ihrer Wehrpflicht spielte sie erstmals eine Filmrolle im Film Our Neighborhood. Im Jahr 1969 trat sie in der Comedyshow A Funny Thing Happened to Me On The Way To Suez von Saul Biber auf. Im Jahr 1971 spielte Shavit im Bühnenmusical Jumbo, in dem sie das Lied Everyone Went to the Jumbo zur Melodie des italienischen Liedes Volevo un gatto nero sang. 1972 spielte Shavit neben Jardena Arasi in der Bühnenshow Chocolate Mint Gum – The Zionist Congress of Laughter.
In der Zeichentrickserie Die Schlümpfe lieh sie Schlumpfine ihre Stimme.
Sie moderierte die israelische Version von The Biggest Loser in vier Saisons.

## Privates
Shavit ist mit dem Produzenten Avishay Dekel verheiratet. Sie haben zwei Kinder und sechs Enkelkinder.